# Saturday Night (Film)
Saturday Night ist eine Tragikomödie von Jason Reitman. Die Filmbiografie mit Finn Wolfhard, Dylan O’Brien, J. K. Simmons, Kaia Gerber, Rachel Sennott und Gabriel LaBelle in den Hauptrollen zeigt die Entstehung der Comedyshow Saturday Night Live im Jahr 1975. Der Film wurde Ende August, Anfang September 2024 beim Telluride Film Festival erstmals gezeigt und feierte im weiteren Verlauf des Septembers 2024 beim Toronto International Film Festival seine internationale Premiere. Im Oktober 2024 kam er in die US-amerikanischen Kinos.

## Handlung
Am 11. Oktober 1975 veränderte eine Truppe junger Comedians das Fernsehen für immer. Sie bereiten sich auf die erste Ausstrahlung von Saturday Night Live vor. Die Crew ist im Grunde genommen empört, weil sie an einem Wochenende nachts arbeiten muss, und die Besetzung ist eigentlich auch nicht bereit für die Hauptsendezeit. Produzent Lorne Michaels aber ist fest entschlossen, die Sache durchzuziehen, auch wenn sein Boss David Tebet skeptisch ist. Michaels Ehefrau, die Drehbuchautorin Rosie Shuster und Chefautor Michael O’Donoghue haben in den letzten Minuten vor Beginn der Show noch alle Hände voll zu tun.
Um 22 Uhr ist die im Aufnahmestudio hängende Pinnwand, auf der der Ablauf der Show festgelegt ist, überfüllt mit vier Moderatorenmonologen, zwei Standup-Auftritten, zwei musikalischen Gästen mit jeweils zwei Auftritten, einem Soloauftritt von Andy Kaufman und sieben Sketchen. Jane Curtin hat einen Parodie-Werbespot für Stahlwolle eingeübt und Laraine Newman präsentiert ihre blitzschnellen Kostümwechselkünste. Auch das schwarze Multitalent Garrett Morris bekommt eine Chance zu singen. Weil der Gastmoderator George Carlin eigentlich keine Sketche mag, muss Billy Crystal darauf warten, ob es seiner in die Sendung schafft.

## Hintergrund

Die Sendung Saturday Night Live gibt es seit 1975

Die US-amerikanische Comedyshow Saturday Night Live des Senders NBC, die seit der ersten Sendung am 11. Oktober 1975 immer samstags um 23:30 Uhr live ausgestrahlt wird, diente vielen US-amerikanischen Komikern als Sprungbrett zu einer erfolgreichen Karriere.
Zu den Ensemble-Mitgliedern der ersten Generation gehörten Chevy Chase, Dan Aykroyd, Garrett Morris, Gilda Radner und Billy Crystal.

## Produktion

### Regie, Drehbuch und Filmtitel

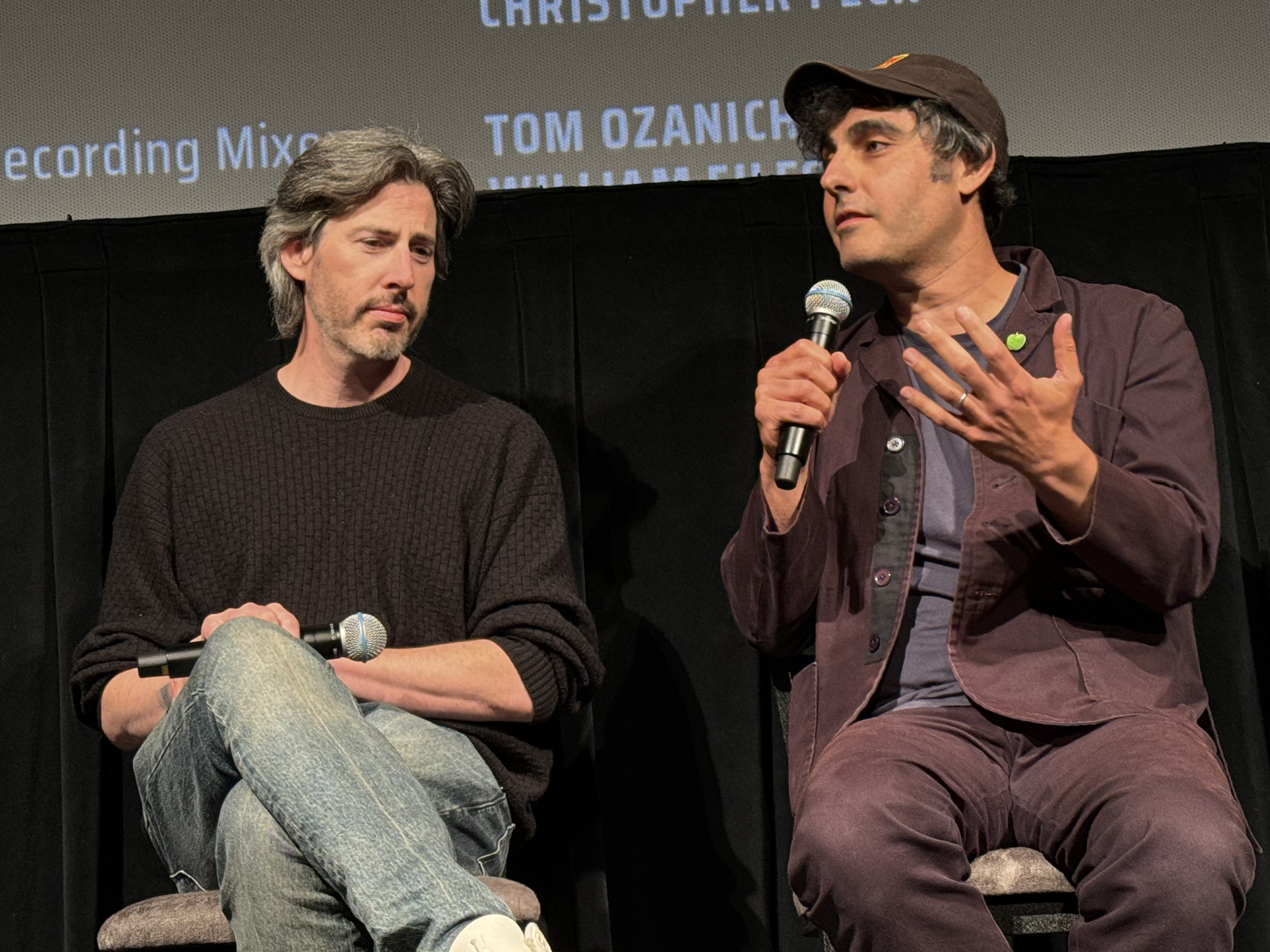
Regisseur Jason Reitman und Drehbuchautor Gil Kenan beim Telluride Film Festival

Regie führte Jason Reitman, der gemeinsam mit Gil Kenan auch das Drehbuch schrieb und gemeinsam mit ihm, Jason Blumenfeld und Peter Rice zudem als Produzent des Films in Erscheinung tritt. Zu Reitmans früheren Regiearbeiten gehören Filme wie Thank You for Smoking, Juno, Up in the Air, Tully, Der Spitzenkandidat und Ghostbusters: Legacy. Für die Regie bei Juno und Up in the Air hatte der Kanadier jeweils eine Oscar-Nominierung erhalten.
Mit Kenan arbeitete der Regisseur bereits für letzteren Film zusammen. In der Vorbereitung kontaktierte Kenan jede lebende Person, die in jener schicksalshaften Nacht am 11. Oktober 1975 bei der ersten Ausstrahlung von Saturday Night Live im Studio war. Da sich die Geschichten widersprochen hätten, versuchten sie ein Drehbuch zu schreiben, das all diese divergierenden, subjektiven Erzählungen berücksichtigte, so Reitman. Er und Kenan nahmen sich bei ihrer in Saturday Night erzählten Geschichte zudem einige kreative Freiheiten. So wurde ein Sketch mit Dan Ackroyd erst Jahre später in der Sendung gezeigt.
Ein erster Arbeitstitel des Films war Wolverines. Dies war der Titel des ersten Sketches, der von John Belushi und Michael O’Donahue bei Saturday Night Live aufgeführt wurde. Ein anderer früherer Titel war SNL 1975, als Abkürzung für „Saturday Night Live“  und das Jahr 1975 der ersten Sendung.

### Besetzung und Dreharbeiten
Cory Michael Smith, bekannt aus der Fernsehserie Gotham, spielt Chevy Chase und Kaia Gerber dessen Ehefrau Jacqueline Carlin. J. K. Simmons, der bereits in Thank You for Smoking und Der Spitzenkandidat spielte, ist in einem Cameo-Auftritt in der Rolle des Entertainers Milton Berle zu sehen. Rachel Sennott spielt die Comedienne Rosie Shuster. Dylan O’Brien verkörpert Dan Aykroyd, Lamorne Morris den Sänger Garrett Morris und die Britin Ella Hunt die Komikerin Gilda Radner. Nicholas Podany ist in der Rolle von Billy Crystal zu sehen und Gabriel LaBelle, bekannt für die Hauptrolle in Steven Spielbergs Film Die Fabelmans, als der Produzent Lorne Michaels. Matthew Rhys spiel den SNL-Moderator George Carlin. Jane Curtin, die in der Sendung den Stahlwolle-Werbespot präsentiert, wird von Kimberly Matula gespielt und die Kostümwechselkünstlerin Laraine Newman von Emily Fairn. Cooper Hoffman ist in der Rolle des Produzenten Dick Ebersol zu sehen und Willem Dafoe als der NBC-Vicepresident David Tebet. Finn Wolfhard, der in Reitmans Ghostbusters: Legacy in einer Hauptrolle zu sehen war, spielt einen jungen NBC-Mitarbeiter und Nicolas Braun in einer Doppelrolle sowohl Jim Henson als auch Andy Kaufman.
Die Dreharbeiten fanden von Anfang März bis Mai 2024 in Atlanta, dort unter anderem in den Trilith Studios, in der etwa 20 Kilometer südlich gelegenen Stadt Fayetteville und in New York City statt. In Fayetteville wurden mehrere Studiokulissen und Innenräume nachgebildet. In den Trilith Studios wurde eine zweistöckige Soundstage errichtet. Mit Kameramann Eric Steelberg arbeitete Reitman für fast alle seine vorherigen Filme zusammen.

### Filmmusik und Ton

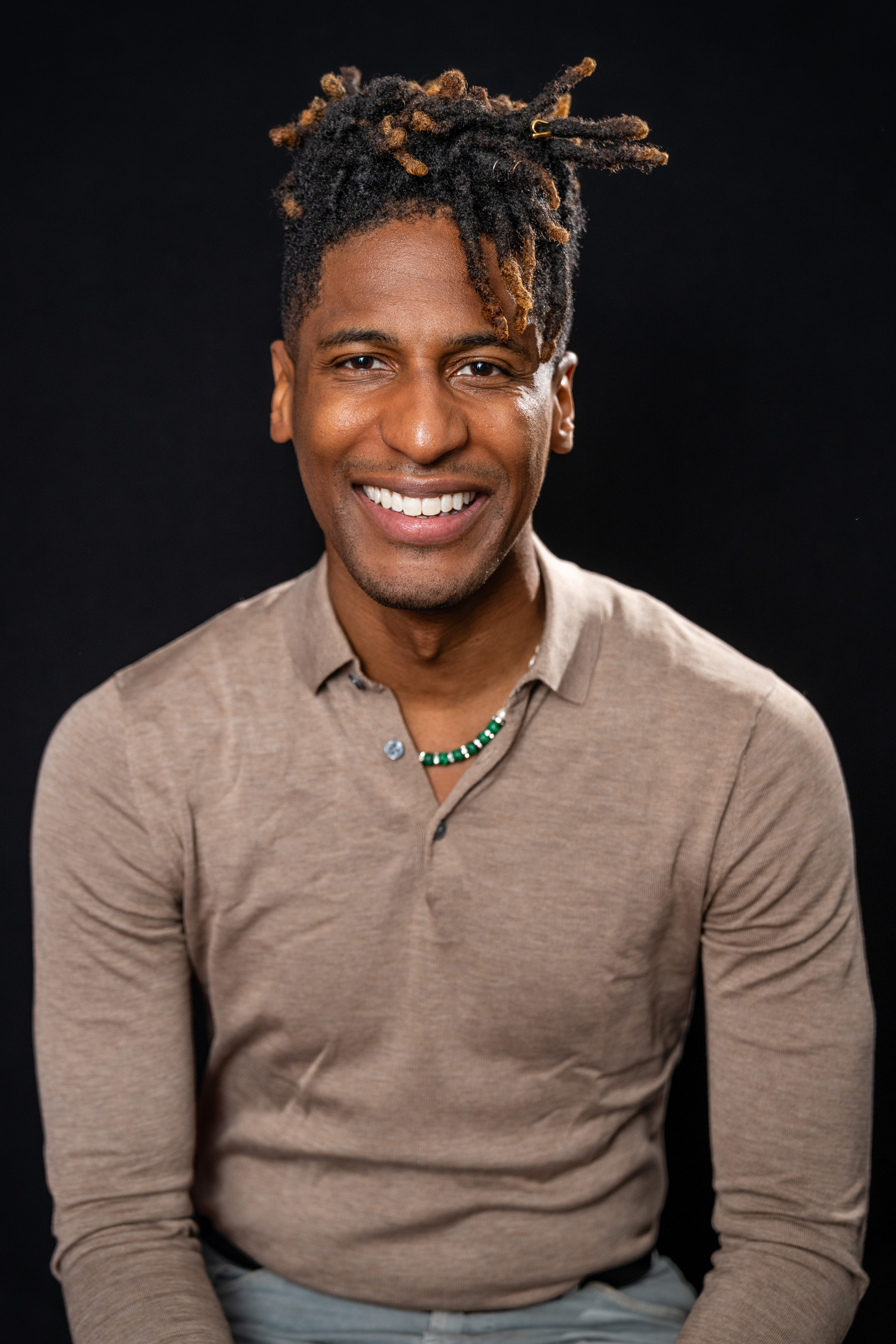
Jon Batiste komponierte die Filmmusik und spielt zudem Billy Preston

Die Filmmusik komponierte der Oscar- und fünffache Grammy-Preisträger Jon Batiste, der zuletzt mit seiner Arbeit für Soul und American Symphony in Hollywood in Erscheinung getreten war. Er spielt in Saturday Night auch den musikalischen Gast Billy Preston.  Batiste setzte bei seiner Arbeit auf Jazzmusik. Das Soundtrack-Album mit insgesamt 23 Musikstücken wurde am 27. September 2024 von Verve Records als Download veröffentlicht.
Zum Tonteam gehörte auch der viermal für den Oscar nominierte Tonmeister Steven A. Morrow. Für seine Arbeit an Bradley Coopers Film Maestro hatte Morrow neben dieser auch eine Nominierung im Rahmen der British Academy Film Awards erhalten.

### Marketing und Veröffentlichung
Der erste Trailer wurde Mitte August 2024 präsentiert. Erste Vorstellungen erfolgten Ende August, Anfang September 2024 beim Telluride Film Festival. Die internationale Premiere von Saturday Night fand am 10. September 2024 beim Toronto International Film Festival statt. Ende September 2024 wird der Film beim Vancouver International Film Festival gezeigt. Anfang Oktober 2024 wird er beim Hamptons International Film Festival gezeigt. Am 11. Oktober 2024 kam der Film in die US-amerikanischen und kanadischen Kinos. Erste Vorstellungen in ausgewählten Kinos dort erfolgten zwei Wochen zuvor. Ende Oktober, Anfang November 2024 wurde er beim Savannah Film Festival vorgestellt.

## Rezeption

### Kritiken und Einspielergebnis
Der Film konnte 78 Prozent der bei Rotten Tomatoes aufgeführten Kritiker überzeugen. Dabei erhielt er eine durchschnittliche Bewertung von 7 von 10 möglichen Punkten. Bei Metacritic erhielt der Film einen Metascore von 62 von 100 möglichen Punkten.

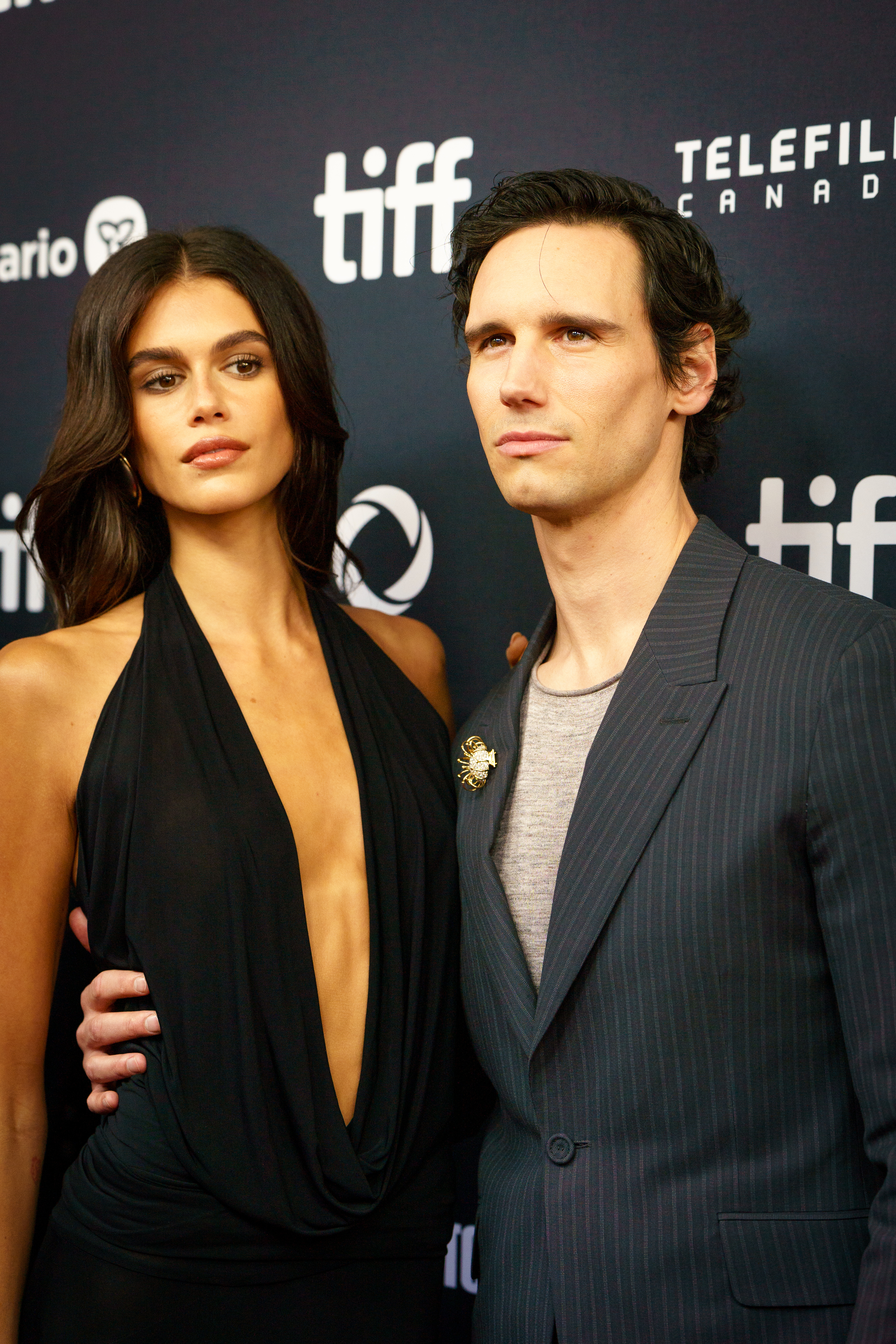
Kaia Gerber und Cory Michael Smith

Clayton Davis hebt in seiner Kritik für Variety die beeindruckende Kameraarbeit von Eric Steelberg hervor, die zu den besten seiner Arbeiten gehöre. Die Filmeditoren Nathan Orloff und Shane Reid behielten den Film über ein rasendes, adrenalingeladenes Tempo bei, und Saturday Night habe in seinen 103 Minuten viel zu bieten, dürfte aber vor allem Fans der Show äußerst glücklich machen. Jason Reitman und Gil Kenan hätten einen Film geschaffen, der vor allem ältere Mitglieder der Academy of Motion Picture Arts and Sciences ansprechen wird, die gerne in Erinnerungen an die guten alten Zeiten schwelgen. Mit knackigen Dialogen, die an die preisgekrönten Lieblinge Birdman von 2014 und The Social Network von 2010 erinnerten, rechnet Davis Saturday Night Chancen für einen Oscar für das beste Drehbuch bei der anstehenden Verleihung aus.
Auch wenn der Ende September 2024 in den USA gestartete Film an diesem Wochenende nur in fünf Kinos anlief, lagen die Einnahmen dort bei insgesamt 265.000 US-Dollar. Die weltweiten Einnahmen des Films aus Kinovorführungen belaufen sich auf 9,6 Millionen US-Dollar.

### Auszeichnungen
Art Directors Guild Awards 2025
- Nominierung für das Beste Szenenbild in einem Historienfilm (Jess Gonchor)[23]

Artios Awards 2025
- Nominierung für das Beste Casting in einem Comedy-Film[24]

Astra Film Awards 2024
- Nominierung als Beste Filmkomödie oder Musical
- Nominierung für das Beste Drehbuch (Gil Kenan und Jason Reitman)
- Nominierung als Bestes Ensemble
- Nominierung für das Beste Casting (John Papsidera)
- Nominierung für den Besten Filmschnitt (Nathan Orloff und Shane Reid)[25]

Black Reel Awards 2025
- Nominierung als Bester Nachwuchsschauspieler (Lamorne Morris)
- Nominierung für die Beste Filmmusik (Jon Batiste)[26]

Columbus Film Critics Association Awards 2024
- Nominierung als Beste Filmkomödie für den Frank Gabrenya Award[27]

Costume Designers Guild Awards 2025
- Nominierung für die Besten Kostüme in einem historischen Film (Danny Glicker)[28]

Critics’ Choice Movie Awards 2025
- Nominierung als Beste Komödie
- Nominierung als Bestes Schauspielensemble[29]

Denver Film Festival 2024
- Auszeichnung mit dem 5280 Award (Jason Reitman, Gil Kenan, Eric Steelberg, Gabriel LaBelle und Cory Michael Smith)[30]

Festival Internacional de Cine de Mar del Plata 2024
- Auszeichnung mit dem Astor Piazzolla Award für das Beste Drehbuch im Internationalen Wettbewerb (Gil Kenan und Jason Reitman)[31]

Golden Globe Awards 2025
- Nominierung als Bester Hauptdarsteller – Komödie/Musical (Gabriel LaBelle)

Hamilton Behind the Camera Awards 2024
- Auszeichnung für die Beste Filmmusik (Jon Batiste)[32]

Hollywood Music in Media Awards 2024
- Nominierung als Beste Filmmusik – Spielfilm (Jon Batiste)[33]

Michigan Movie Critics Guild Awards 2024
- Nominierung als Bestes Ensemble[34]

San Francisco International Film Festival 2024
- Auszeichnung mit dem Nion McEvoy & Leslie Berriman Award for Storytelling (Jason Reitman)[35]